# Синдром Петрушки (фильм)
«Синдром Петрушки» — российский художественный фильм режиссёра Елены Хазановой, снятый по мотивам одноимённого романа Дины Рубиной.
Премьера состоялась 9 июня 2015 года на фестивале «Кинотавр» в Сочи, где картина получила приз имени Микаэла Таривердиева «За лучшую музыку к фильму». В прокат фильм вышел 5 ноября 2015 года.

## Сюжет
Маленький Петя становится свидетелем того, как выбрасывается из окна мать неизвестной ему на тот момент маленькой девочки Лизы. Такие же огненно-рыжие волосы, как у погибшей, он замечает у двухлетней девочки в коляске, оставленной без присмотра. Очарованный, он приносит её в дом своего друга Бори, и только бдительность и находчивость Бориной бабушки Веры Леопольдовны не только возвращает ребёнка в семью, но и делает Петю спасителем-героем и обеспечивает ему доступ к общению с малышкой. Петя проводит с Лизой всё свободное время, а уезжая на учёбу в Петербург, вопреки воле отца девушки, забирает её с собой.
Годы спустя Пётр — актёр-кукольник. Его жена Лиза рожает сына с синдромом Ангельмана — редкой наследственной болезнью, известной также как «синдром Петрушки». Смерть малыша сказывается на душевном равновесии Лизы, которую берёт под свой присмотр в психиатрической клинике друг Пети Борис.
Болезнь Лизы ставит под срыв гастрольный график выступлений с уникальным хореографическим номером, поставленным Петей для них двоих: мастер оживляет куклу, с которой исполняет завораживающий танец. В поисках замены Петя создаёт кукольную копию Лизы, которая получает имя Элис. Для начавшей было выздоравливать Лизы это новое потрясение. Мысли о «сопернице» не дают ей покоя, и женщина начинает за ней «охоту», пока после одного из выступлений не крадёт куклу и не расправляется с ней окончательно.
Попытка повторной беременности у Лизы сопряжена с психологической боязнью. Чтобы помочь жене избавиться от тревоги, Петя использует семейную легенду, услышанную им в юности от Лизиного отца, — о фамильном «беременном идоле» в виде старого Корчмаря. Воссоздав по сохранившейся фотографии куклу, Петя вселяет в Лизу успокоение и снимает у неё страх перед новой беременностью. У них рождается девочка с огненно-рыжими волосами…

## В ролях
- Евгений Миронов — Петя
- Чулпан Хаматова — Лиза / Элис
- Мераб Нинидзе — Борис
- Зураб Кипшидзе — Тедди Вильковский
- Александр Кузнецов — Петя в юности, 20 лет
- Алина Гвасалия — Лиза, 18 лет
- Алексей Любимов — Боря, 20 лет
- Артём Фадеев — Петя, 8 лет
- Глеб Протасов — Боря, 8 лет
- Олеся Галинская — Лиза, 5 лет
- Слава Протасов — Лиза, 2 года
- Эра Зиганшина — Вера Леопольдовна, бабушка Бори
- Владимир Селезнёв — Ромка, отец Пети
- Юлия Марченко — Катя, мать Пети
- Ксения Морозова — Ева
- Алексей Ведерников — ухажёр Евы
- Анна Иванова-Брашинская — Хана
- Семён Сытник — главврач
- Наталья Иохвидова — математичка
- Борис Петров — биндюжник
- Филипп Ершов — 1-й приятель Пети
- Александр Крымов — 2-й приятель Пети
- Кирилл Фролов — 3-й приятель Пети

## Съёмочная группа
- Автор сценария: Алёна Алова по роману Дины Рубиной «Синдром Петрушки»
- Режиссёр-постановщик: Елена Хазанова
- Оператор-постановщик: Азиз Жамбакиев
- Художник-постановщик: Наталья Навоенко
- Композитор: Николя Рабеюс
- Санкт-Петербургский симфонический оркестр
  - Дирижёр: Всеволод Полонский
- Хореограф: Раду Поклитару
- Директор картины: Надежда Попова
- Сопродюсеры: Ундине Филтер, Томас Крал, Пьер-Андре Тьебо совместно с Антонио Эксакустосом, Йозефом Райдингером
- Продюсеры: Илья Гаврилов, Александр Новин, Дмитрий Аронин, Ася Темникова, Елена Бренькова, Анна Качко
- Художественный руководитель: Евгений Миронов

## Признание и награды
| Год  | Премия     | Категория                                                   | Лауреаты и номинанты | Результаты |
| ---- | ---------- | ----------------------------------------------------------- | -------------------- | ---------- |
| 2015 | «Кинотавр» | Приз имени Микаэла Таривердиева «За лучшую музыку к фильму» | Николя Рабеюс        | Победа     |

## Съёмки
Основная часть фильма была отснята на локациях Санкт-Петербурга и в окрестностях (дворцово-парковый ансамбль Ораниенбаум в Ломоносове и Выборг).
Главный номер, с которым выступает кукольник Петя, — результат работы балетмейстера Раду Поклитару, создателя театра «Киев Модерн-балет». Для него это оказался первый опыт работы в кино в качестве хореографа.